# Gréez-sur-Roc
Gréez-sur-Roc è un comune francese di 394 abitanti situato nel dipartimento della Sarthe nella regione dei Paesi della Loira.

## Società

### Evoluzione demografica
Abitanti censiti